# Eva Meijer
Eva Meijer (Hoorn, 1980) is een Nederlandse filosoof, schrijver, dichter, kunstenaar en singer-songwriter.

## Biografie en werk
Meijer studeerde Beeld en Geluid aan de Koninklijke Academie voor Beeldende Kunsten en het Koninklijk Conservatorium in Den Haag, en wijsbegeerte aan de Universiteit van Amsterdam. In 2017 promoveerde hen cum laude in de filosofie op een proefschrift over de politieke stem van dieren, waarvoor hen de Erasmianum Dissertatieprijs won. Hun proefschrift verscheen in boekvorm als When Animals Speak. Toward an Interspecies Democracy bij New York University Press. Dit won de ASCA Book Award in 2020.
Meijer schreef zeven romans, waaronder Het vogelhuis (2016) en Voorwaarts (2019). In 2021 verscheen de novelle Haar vertrouwde gedaante en in 2022 Zee Nu, waarin Nederland onder water loopt. Hun boek Dierentalen, over talen van niet-menselijke dieren, is ondertussen vertaald in meer dan twintig talen. Als essayist schreef Meijer onder andere De soldaat was een dolfijn. Over politieke dieren (2017), gebaseerd op hun proefschrift. Daarmee won hen de Hypatiaprijs. Datzelfde jaar ontving hen de Halewijnprijs voor hun gehele oeuvre. 
Begin 2019 verscheen hun essay De grenzen van mijn taal. Een klein filosofisch onderzoek naar depressie, dat in het Duits, Spaans, Engels, Noors, Italiaans en Turks is vertaald. In 2021 schreef Meijer het essay voor de Maand van de Filosofie, Vuurduin. Aantekeningen bij een wereld die verdwijnt. Meijers boeken werden lovend besproken in internationale media, waaronder The Guardian en The New York Review of Books. Verhalen, gedichten en kortere essays verschenen in literaire tijdschriften zoals De Revisor en nY. In 2021 gaf Meijer de jaarlijkse Blamanlezing in Rotterdam.
Als singer-songwriter maakte Meijer vier albums, als beeldend kunstenaar exposeerde hen onder andere in De Boterhal in Hoorn en de Veenfabriek in Leiden. Meijer is lid van het Meersoortig Collectief, een kunstcollectief die voor meer dan allen mensen wil zijn, en van De Vereniging ter Bevordering van Troost. Hen maakt ook elektronische muziek onder de naam Dagen van misschien.
Van 2019 tot 2021 was Meijer columnist voor Trouw. In 2017 en 2021 stond Meijer als lijstduwer op de lijst van de Partij voor de Dieren voor de Tweede Kamerverkiezingen. Meijer was van 2022 tot eind 2024 columnist voor NRC.
Momenteel werkt Meijer met een Veni-beurs van NWO als postdoctoraal onderzoeker aan de Universiteit van Amsterdam. Het onderzoek heet The politics of (not) eating animals. Meijers academische publicaties richten zich op taal, politiek, en sociale rechtvaardigheid, met speciale interesse voor de dieren. In 2024-2025 organiseert Meijer aan de UvA (online) de Long Covid+ Conversations, een filosofische lezingenreeks over long covid en andere postvirale ziektes.

## Prijzen en nominaties

### Prijzen
- 2020 - ASCA Book Award voor When Animals Speak
- 2018 - Halewijnprijs voor gehele oeuvre
- 2018 - Hypatiaprijs voor De soldaat was een dolfijn
- 2018 - Praemium Erasmianum Dissertatieprijs voor When Animals Speak
- 2017 - Publieksprijs BNG Literatuurprijs voor Het vogelhuis

### Nominaties (selectie)
- 2023 - Libris Literatuurprijs (longlist) voor Zee nu
- 2021 - Confituur Boekhandelsprijs (shortlist) De nieuwe rivier
- 2017 - Libris Literatuurprijs (longlist) voor Het vogelhuis
- 2017 - ECI Literatuurprijs (longlist) voor Het vogelhuis
- 2012 - Gouden Boekenuil (longlist) voor Het schuwste dier
- 2012 - Academica Literatuurprijs (longlist) voor Het schuwste dier